# Waging am See
Waging am See é um município da Alemanha, situado no distrito de Traunstein, no estado da Baviera. Tem 48,86 km² de área, e sua população em 2019 foi estimada em 7.027 habitantes.